# Nissan Land Glider

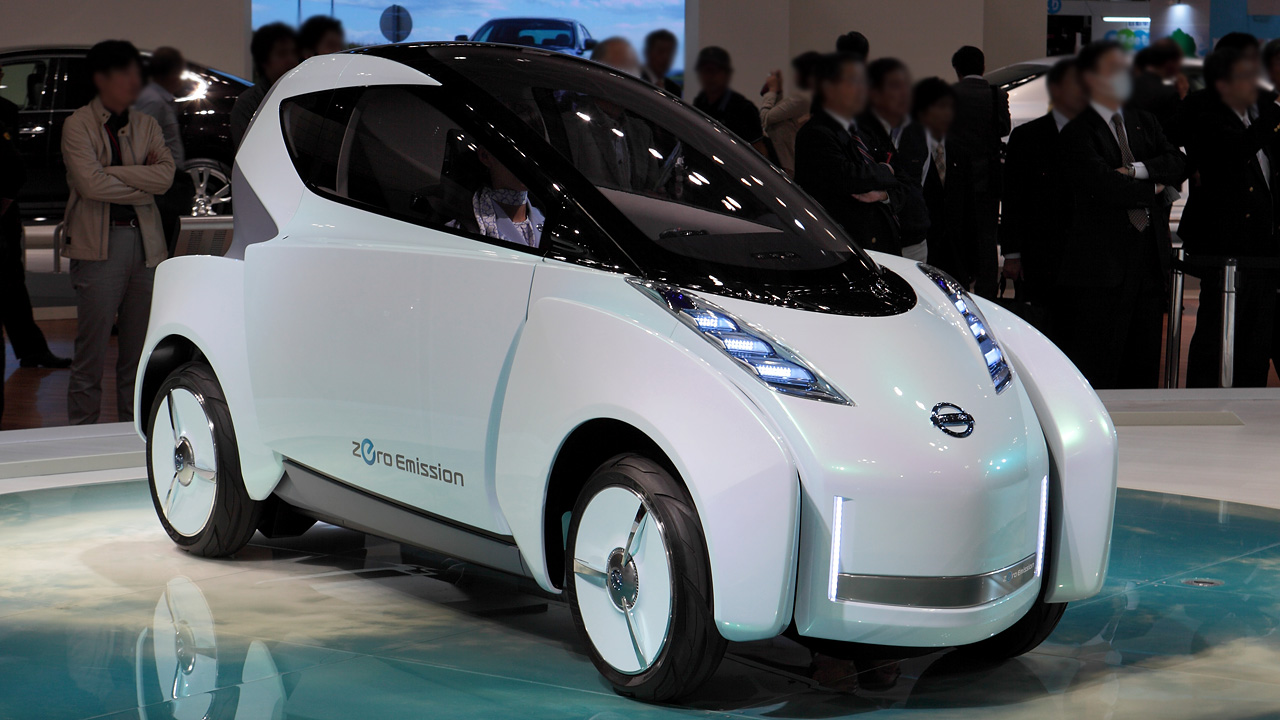

Der Nissan Land Glider ist ein Konzeptfahrzeug von Nissan das im Oktober 2009 auf der 41. Tokyo Motor Show präsentiert wurde. Es handelt sich dabei um ein zweisitziges Elektroauto. Bei Kurvenfahrten wird der innenliegende Kotflügel angehoben, was den Verbrauch senken soll.